# МТС (компания)
МТС («Моби́льные Те́леСисте́мы») — российская компания, предоставляющая телекоммуникационные услуги, цифровые и медийные сервисы в России и Белоруссии под торговой маркой «МТС». Крупнейший по количеству абонентов оператор связи в России. Компания оказывает услуги сотовой связи (в стандартах UMTS (3G) , 4G, LTE и 5G). По состоянию на сентябрь 2024 года компания обслужила 87,6 миллиона абонентов, в России — 81,9 млн, в Белоруссии — 5,7 млн. Ранее МТС работала в Узбекистане до 2012 года, в Туркменистане до 2017 года, в Украине до 2019 года и в Армении до 2024 года.
Фиксированными услугами МТС — телефонией, доступом в интернет и ТВ-вещанием — охвачено 10,7 миллиона российских домохозяйств. Компания располагает в России розничной сетью из 4200 салонов связи по обслуживанию клиентов, продаже мобильных устройств и предоставлению финансовых услуг.
Консалтинговая компания Brand Finance в апреле 2020 года признала МТС вторым наиболее сильным телеком-брендом в мире по индексу силы бренда (BSI). Бренд МТС, согласно отчёту Brand Finance-2024, является самым ценным российским телекоммуникационным брендом. Основное юридическое лицо компании — ПАО «МТС» (полное наименование — Публичное акционерное общество «Мобильные ТелеСистемы»), зарегистрированное в России. Штаб-квартира компании расположена в Москве.

## История
Компания АОЗТ «Мобильные ТелеСистемы» (МТС) была создана и зарегистрирована в Москве в форме акционерного общества закрытого типа 28 октября 1993 года. В её состав вошли МГТС, Deutsche Telekom (в лице подразделения DT Mobile), Siemens и ещё несколько российских акционеров. Российской стороне в МТС принадлежало 53 % акций созданной компании, двум немецким компаниям — 47 %.
В мае 1994 года на улице Яблочкова в Москве была запущена первая базовая станция компании, и на выставке «Связь» была продемонстрирована работа сети МТС.
7 июля 1994 года компания начала коммерческую деятельность в московском регионе в стандарте GSM-900. В 1996 году российские акционеры МТС реализовали акции компании ПАО АФК «Система» и DeTeMobile («дочке» Deutsche Telekom).

### Активный рост, слияния и поглощения в России
С 1997 года МТС начала активное расширение в регионы России, как самостоятельно получая лицензии и строя сети с нуля в Брянской, Костромской, Орловской, Тверской областях Центрального района, Республике Коми Северного района, Белгородской, Воронежской, Курской и Липецкой областях Центрально-Чернозёмного района, так и приобретая региональных операторов связи. В 1998 году МТС купила ЗАО «Русская телефонная компания» (РТК) и вместе с ней приобрела лицензии на строительство сетей в Смоленской, Псковской, Калужской, Тульской, Владимирской и Рязанской областях. В 1999 году МТС запустила в коммерческую эксплуатацию двухдиапазонные сети GSM-900/1800, стала применять посекундную тарификацию.
Весной 2000 года в результате слияния ЗАО «МТС» и ЗАО «РТК» было образовано ОАО «Мобильные ТелеСистемы», акции которой уже к середине года стали в виде американских депозитарных расписок (ADR) котироваться на Нью-Йоркской фондовой бирже.
В начале 2000-х годов МТС быстро наращивала свое присутствие в российских регионах: если в 2001 году компания оказывала услуги сотовой связи в 21 регионе России (Москва и Подмосковье; Санкт-Петербург и Ленобласть; Белгородская, Брянская, Владимирская, Воронежская, Калужская, Курская, Липецкая, Костромская, Орловская, Псковская, Рязанская, Смоленская, Тверская, Тульская области; а также Республика Коми); то уже к началу 2004 года лицензионная территория компании покрыла почти всю страну, за исключением Чеченской Республики и Пензенской области.
Параллельно стремительно росло число абонентов: с более чем 1 млн в 2000 году и 2 млн в 2001 году до 15 млн в 2003 году, чему способствовал запуск в конце 2002 года первых тарифных планов без абонентской платы под суббрендом «Джинс».

#### Приобретение региональных сотовых операторов
В 2000-е годы компания выступала активным игроком на рынке поглощений, вкладывая значительные средства в скупку региональных компаний сотовой связи. В частности, МТС приобрела компании «Телеком XXI» на северо-западе России (2001 год), «БМ Телеком» в Башкирии, «Кубань GSM» и «Донтелеком» (2002 год), «ТАИФ-ТЕЛКОМ» в Татарстане, «Сибчелендж», «Томская сотовая связь» (2003 год), «Примтелефон» в Приморском крае, ЗАО «Цифровые сети Удмуртии — 900», ЗАО «Астрахань Мобайл», ЗАО «Волгоград Мобайл», «Горизонт-РТ» в Якутии, ЗАО «Уралтел» в Свердловской области, «РеКом», «Сибинтертелеком», «Телесот-Алания» (2005 год), «Дагтелеком» (2006 год), «Башсел» (2007 год).
В 2008 году МТС была близка к поглощению крупнейшего российского оператора сотовой связи, не входящего в «большую тройку» — поволжской «СМАРТС», предложив его акционерам $1 млрд, однако эта сделка не состоялась из-за экономического кризиса. Годами позже МТС удалось приобрести часть активов «СМАРТС»: в декабре 2014 года — ЗАО «Пенза-GSM», ЗАО «СМАРТС-Иваново» и ЗАО «СМАРТС-Уфа», а в сентябре 2016 года — «СМАРТС-Йошкар-Ола».

#### Расширение розничной сети
В конце 2000-х годов, строя собственную розничную сеть, МТС стала проявлять интерес к сетям салонов сотовой связи. В феврале 2009 года МТС объявила о покупке за 60 млн $ сотового ретейлера «Телефон.Ру» с 512 салонами, в апреле 2009 года — о покупке за 22,85 млн $ сети салонов «Эльдорадо» (383 салона), в октябре 2009 года — о покупке за 11 млн $ 100 % ЗАО «Телефорум» (180 салонов). Управлять собственной розницей, насчитывавшей в конце 2009 года свыше двух тысяч точек продаж, МТС пригласила топ-менеджеров сети «Связной».

#### Покупка интегрированных и магистральных операторов
К концу 2010-х годов МТС заинтересовалась другими сегментами телекоммуникационного рынка. В октябре 2009 года МТС объявила о покупке за 39,15 млрд руб. 50,91 % оператора интегрированных телекоммуникационных услуг в России и СНГ ОАО «КОМСТАР — Объединённые ТелеСистемы», выйдя на рынок фиксированной связи (присоединение завершилось в июне 2011 года). В декабре 2009 года МТС сообщила о приобретении 100 % оператора магистральной связи ОАО «Евротел», сумма сделки составила 110 миллионов $.
Летом 2021 года МТС приобрела B2B-провайдера МТТ, предоставляющего услуги межрегиональной связи российским сотовым операторам. Сумма сделки составила пять миллиардов рублей.

#### Расширение на региональных рынках ШПД
Также на протяжении 2000-х годов МТС скупала российских региональных операторов широкополосного доступа в интернет. Среди них — приобретённое летом 2010 года за 123,5 млн $ + 94,4 млн $ долга ЗАО «Мультирегион»; купленные в 2011 году барнаульская «Интелека», курганский «Инфоцентр» и тульский «Альтаир». В октябре 2011 года МТС купила за 162,87 млн $ 100 % ОАО «Телерадиокомпания „ТВТ“», предоставлявшего услуги кабельного ТВ, ШПД и фиксированной телефонии в 15 городах Татарстана. В 2012 году МТС приобрела фиксированных операторов ЗАО «Таском» в Москве, ООО «Эльф» и ООО «Эфком» в Белгородской области, ООО «Интерком» в Республике Марий Эл, ЗАО «ЖелГорТелеКом», ООО «Пилот» и ООО «ТВКиК» в Курской области. В мае 2023 года МТС приобрела Группу компаний (ГК) «Зелёная точка», объединяющую 13 операторов фиксированной связи, предоставляющих услуги широкополосного доступа (ШПД) в интернет и цифрового телевидения в 12 городах России.
В августе 2022 года МТС объявила о новом формате партнёрства с региональными операторами по созданию и продаже конвергентных тарифов под двумя брендами. Таким образом, МТС сможет выйти в новые города и регионы, в которых у компании ещё нет собственной сети ШПД.

### Ребрендинг, строительство сетей 3G и 4G
В 2005 году компания сбавила темпы роста выручки и капитализации. Для ускорения развития МТС пошла на серьёзные новшества: запустила новую биллинговую систему, единые стандарты отчётности внутри компании и новый бренд.
В 2006 году компания провела в России ребрендинг, изначально оформив в едином графическом стиле логотипы всех бизнесов группы «Система Телеком»). Новый логотип МТС представлял собой два расположенных рядом красных квадрата. На правом квадрате белыми буквами было написано «МТС», а на левом — помещено изображение белого яйца. Ребрендинг в других странах, где работала МТС, был проведён позднее. По данным независимых исследований, спустя год после проведения ребрендинга узнаваемость торговой марки компании выросла с 84 % до 91 %.
Компания продолжала строить сети и осваивать новые стандарты мобильной связи. В 2007 году МТС обеспечила связью все станции метрополитенов в Москве и Санкт-Петербурге, где абонентам стали доступны все услуги связи МТС, включая услуги по передаче данных.
В 2008 году была получена федеральная 3G-лицензия в России, и в мае этого года сеть третьего поколения была запущена в четырёх городах России — Санкт-Петербурге, Казани, Сочи и Екатеринбурге. Осенью 2008 года МТС заключила соглашение о стратегическом партнёрстве с британской Vodafone.
21 мая 2010 года МТС стала федеральным 3G-оператором, развернув сети нового стандарта во всех субъектах РФ.
В июле 2012 года МТС запустила цифровое ТВ-вещание в 150 российских городах, что позволило увеличить количество телеканалов в ТВ-пакетах и предоставить пользователям доступ к HD-содержимому и интерактивным сервисам.
В апреле 2012 года МТС запустила в тестовую эксплуатацию сеть 4G (TDD LTE) в центре Москвы, а в июле того же года была объявлена одним из победителей конкурса Роскомнадзора на получение федеральной лицензии для оказания услуг связи четвёртого поколения FDD LTE в России. В мае 2013 года МТС расширила сеть четвёртого поколения в Москве, запустив в дополнение к существующей сети LTE TDD первый участок сети в стандарте FDD.
К концу 2015 года МТС запустила сети LTE во всех 83 регионах присутствия, в условиях дефицита частот сделав ставку на строительство технейтральных LTE-1800 и мультидиапазонных сетей LTE-Advanced.
1 января 2020 года МТС запустила первую российскую базовую станцию в Антарктиде на антарктической станции «Прогресс».
30 марта 2023 года компания МТС провела ребрендинг. Из логотипа исчезло яйцо, а три буквы «М», «Т» и «С» теперь располагаются внутри одного красного квадрата по углам, начиная с левого верхнего и далее по часовой стрелке. По словам представителей компании, квадрат отражает главные смыслы бренда: силу, устойчивость, энергичность, готовность меняться и менять.
- Логотипы с 1993 года
- Логотип МТС с 1993 по 2002 год
- Логотип МТС с 2002 по 2006 год
- Логотип МТС с 2006 по 2010 год
- Логотип МТС с 2010 по 2019 год
- Логотип МТС с 2019 года по 2023 год
- Логотип МТС с 2023 года — наст. время

### Освоение новых рынков
К началу 2010-х годов для российских операторов мобильной связи стали очевидными пределы экстенсивного развития и строительства сетей — маржинальность классического телеком-бизнеса стала падать по мере насыщения рынка мобильного и фиксированного ШПД, роста конкуренции и появления новых конкурентов в лице ОТТ-провайдеров, поставлявших новые услуги и контент через инфраструктуру операторов связи. Телеком-компании начали искать новые направления деятельности и возможности, предлагая на базе своих сетей или под своим брендом новые продукты и услуги.
Период с 2012 года ознаменовался для МТС расширением на новые рынки за счёт серии M&A-сделок и венчурных инвестиций.
В феврале 2014 года МТС представила новую стратегию развития на 2014—2016 годы «Данные. Дифференциация. Дивиденды» с основным упором на ускоренное строительство мобильных 3G/LTE сетей, их объединение с фиксированными GPON/FTTB сетями, рост проникновения смартфонов и на разделение бизнеса.
В 2017—2019 годах реализуется обновлённая стратегия «Данные. Диджитализация. Дивиденды» с упором на цифровизацию бизнес-процессов и активное продвижение ИТ-сервисов. После приобретения в 2015 году у АФК «Система» системного интегратора и разработчика биллинга «Энвижн Групп», а также создания внутри компании Центра инноваций и инновационного инкубатора MTS StartUp Hub МТС заявила об ориентации на разработку IT-решений, облачных и IoT-сервисов для корпоративного сегмента, усилении внутреннего направления Big Data, искусственного разума, расширении пользовательской цифровой экосистемы мобильных приложений, OTT- и IP-сервисов.
В ноябре 2019 года МТС представила стратегию развития на 2021—2022 годы Customer Lifetime Value 2.0, цель которой создать продуктовую экосистему с персонализированным подходом на основе искусственного разума, аналитики больших данных и единого клиентского ID.

#### Финтех
В феврале 2012 года подконтрольный АФК «Система» АКБ «Московский банк» реконструкции и развития (ОАО «МБРР») объявил о смене своего названия на ПАО «МТС Банк», взяв для дальнейшего развития бренд МТС. В октябре того же года МТС подписала индикативное предложение о приобретении у АФК «Система» до 25,095 % от уставного капитала в МТС Банке. Сотрудничество банка и оператора связи открыло в дальнейшем возможности для продвижения финансовых и банковских услуг на мобильных устройствах и в розничной сети МТС. В июле 2018 года МТС увеличила свою долю в капитале МТС Банка до 55,24 %, а к концу 2019 года — до 99,7 %, объяснив сделки необходимостью достижения кросс-синергий между телеком- и банковскими продуктами.
В сентябре 2017 года МТС приобрела 30 % в капитале ООО УК «Система Капитал» для оказания инвестиционных услуг. В октябре того же года МТС выкупила 50,82 % в уставном капитале ООО «Облачный Ритейл» (торговая марка LiteBox, разработчик ПО для розничной торговли) для выхода на рынок облачных касс в качестве поставщика решений для обслуживания бизнес-клиентов.
В 2019 году МТС приняла участие в инвестиционном раунде в компанию Swipglobal (владелец сервиса «Умный кошелёк») и получила долю в 15 %.
В апреле 2019 года на базе центра инноваций и инвестиций MTS StartUp Hub был создан корпоративный венчурный фонд компании, который на данный момент поддерживает проекты самых различных сфер: финансовые, технологические, медиа, Sharing economy, EdTech, IoT и так далее.
МТС Банк, по словам руководства, стал основой вертикали МТС Финтех. Сервисы МТС Деньги и МТС Банк были объединены в единый сервис, который далее был трансформирован в смартбанк. В 2024 году МТС Банк вышел на IPO: 26 апреля Московская биржа начала торги акциями МТС Банк, торговый код — MBNK. В ходе IPO МТС Банк привлёк 11,5 миллиардов рублей.
В 2021 году оператор приобрёл 51 % акций компании Factorin, занимающейся разработкой блокчейн-платформы для торгового финансирования. В том же году МТС инвестировала 85 млн рублей в проект TalkBank — сервис, позиционирующий себя как «банк в мессенджерах».
В марте 2021 года МТС зарегистрировала ООО «Финансовые системы и технологии» в рамках реализации разработки B2B финтех-продуктов. Для ускорения реализации проекта в мае 2022 года МТС приобрела кредитного брокера «Кредит Консалтинг» — разработчика сервиса «Простые покупки».

#### Спутниковое ТВ
В ноябре 2014 года МТС запустила под брендом «Спутниковое ТВ МТС» вещание спутникового телевидения на основную населённую территорию России.
На конец 2022 года абонентская база «Спутникового ТВ МТС» составляла 1,057 миллиона подписчиков, а сам оператор занимал 3-е место на российском рынке спутникового ТВ по количеству абонентов с долей 6,2 %.

#### Облачные услуги
В марте 2017 года МТС объявила о запуске на базе собственных ЦОДов платформы #CloudМТS для предоставления услуг облачных вычислений крупному бизнесу во всех регионах присутствия в России.
МТС строит собственные ЦОДы и приобретает их у других компаний. В июне 2018 года МТС открыла собственный модульный ЦОД в Нижнем Новгороде, в октябре 2020 года — в поселке Федоровское Ленинградской области, в августе 2022 года — в Новосибирске.
В сентябре 2018 года компания приобрела 100 % уставного капитала ООО «Авантаж», одного из крупнейших в России ЦОДов.
В январе 2019 года МТС купила «ИТ-Град» — одного из крупнейших в России облачных провайдеров. В июле этого же года МТС закрыла сделку по приобретению 100 % акций ООО «ГДЦ Энерджи Групп», владеющего одним из крупнейших в России коммерческих ЦОД GreenBushDC. ЦОД расположен в Зеленоградском округе и является резидентом ОЭЗ «Технополис Москва».
В июне 2021 года МТС запустила суперкомпьютер MTS GROM, высокопроизводительные мощности которого доступны российским компаниям в портфеле провайдера #CloudMTS в виде услуги «Виртуальная инфраструктура с GPU».
Физическая инфраструктура #CloudMTS включает 15 собственных дата-центров. Все они соединены собственной ВОЛС МТС протяженностью 280 тыс. км.
Большая часть ЦОДов МТС имеет сертификат надежности Tier III от международной организации Uptime Institute. В стратегии компании также заложено строительство Edge- и Far-Edge-ЦОДов в большинстве регионов страны под задачи бизнеса.

#### Кибербезопасность
В августе 2022 года МТС создала компанию в сфере кибербезопасности МТС RED (ООО «Серенити Сайбер Секьюрити»). Компания предоставляет продукты, сервисы и услуги для бизнеса в сферах мониторинга и реагирования на кибератаки, шифрования каналов связи по ГОСТ, защиты от DDoS-атак, консалтинга и анализа защищенности.
В апреле 2023 года венчурный фонд МТС инвестировал 90 млн рублей в разработчика системы обучения сотрудников киберграмотности Phishman. По итогам сделки продукты Phishman войдут в портфель управляемых сервисов кибербезопасности МТС RED.

#### Интернет вещей и умный город
К сентябрю 2018 года МТС завершила строительство первой в России федеральной сети для сервисов и устройств интернета вещей в стандарте LTE на основе технологии NB-IoT (Narrow Band IoT). По состоянию на 2022 год сети NB-IoT МТС покрывают более 90 % потенциальных пользователей в 83 регионах России.
МТС также развивает технологии межмашинного взаимодействия. По итогам 2022 года, компания обеспечила 47 % от общего объёма M2M-подключений России.
Компания выводит на рынок собственные IoT-устройства и развивает решения для ЖКХ, логистики и транспорта, промышленности, сельского хозяйства, здравоохранения и ряда других отраслей.
Среди собственных IoT-устройств: умный датчик контроля микроклимата «Цельсиум», вандалоустойчивый замок, «Энергосбыт-сервис» для автоматического сбора данных с электросчетчиков, «Цифровой водоканал» для анализа учёта потребления воды и перепадов давления в трубах.
Решения для логистики и транспорта: сервисы «Мобильные сотрудники» для мониторинга разъездного персонала и «МТС Транспорт» для управления коммерческим автопарком.
Для сфер промышленности и сельского хозяйства МТС разработала сервис высокоточного геопозиционирования LocationPro, который корректирует и уточняет координаты, получаемые с глобальной навигационной спутниковой системы.
МТС развивает проект умных домофонов «МТС Домофон» для дистанционного контроля доступа в подъезд и на придомовую территорию.
В декабре 2022 года МТС перевела свою платформу интернета вещей МТС IoT HUB на собственное ПО, которое позволит заменить иностранные решения, используемые при разработке и запуске продуктов для умного дома и IoT-устройств.
В апреле 2023 года МТС купила 51 % акций ООО «Проектная среда» (группа компаний «СКАУТ — Корпоративные решения»), одного из лидирующих в России и СНГ ИТ-разработчиков и интеграторов телематических решений для управления коммерческими автопарками для усиления центра «Транспорт и геонавигация».
В июне 2023 года МТС приобрела 100 % АО «Гольфстрим охранные системы», специализирующегося на предоставлении услуг безопасности и решений умного дома.

#### Развлечения и производство контента
В феврале 2018 года МТС приобрела двух ведущих российских билетных операторов: 100 % ООО «Московская дирекция театрально-концертных и спортивно-зрелищных касс» (МДТЗК; бренд Ticketland.ru) и 78,2 % компании Cubichall — 100%-го владельца ООО «Культурная служба» (бренд Ponominalu.ru). Эти сделки позволили МТС выйти на рынок культурно-массовых мероприятий и интегрировать сервисы по продаже билетов с программами лояльности.
В 2019 году была создана «МТС Энтертейнмент» — дочерняя компания для развития проектов МТС в сфере развлечений и управления активами компании в этой отрасли, включая билетные сервисы, офлайн-мероприятия, продюсирование офлайн-контента и концертные площадки. Компания объединила в себе билетные сервисы «Пономиналу», Ticketland и Ticketscloud, сайт и приложение «МТС Live», первую в России сеть концертных площадок «МТС Live Холл».
В августе 2019 года компания приобрела АО «Объединённые Русские киностудии» («Кинополис») у дочерней компании АФК «Система». В ноябре 2020 года ООО «МТС Медиа», дочерняя компания МТС, созданная для развития ТВ-вещания и собственной мультимедийной платформы на базе онлайн-кинотеатра МТС ТВ, объявила о запуске программы прямых инвестиций в российское кинопроизводство.
20 апреля 2021 года МТС запустила онлайн-кинотеатр KION на платформе МТС ТВ. Бренд МТС ТВ сохранился для предоставления телевизионных услуг в сегменте кабельного и спутникового ТВ и IPTV..

#### Кикшеринг
В феврале 2022 года МТС инвестировала 740 млн рублей в сервис аренды электросамокатов и электровелосипедов «Юрент». В январе 2024 года МТС стала мажоритарным акционером компании «Юрентбайк.Ру», увеличив свою долю с 11 до 80%, сервис был переименован в «МТС Юрент» и интегрирован в экосистему МТС.

#### Путешествия
В 2022 году МТС вышла на рынок путешествий, для этого была создана дочерняя компания МТС Travel. Для развития отельного направления летом 2022 года МТС приобрела сервис бронирования отелей Bronevik. В ноябре 2022 года МТС Travel запустила одноимённую онлайн-витрину с отелями в России. По состоянию на 2023 год на МТС Travel предлагает бронирование отелей в 150 странах мира.
В 2023 году МТС Travel приобрела права на контент, платформу и бренд портала «Тонкости туризма» и запустила собственный онлайн-журнал для путешественников.

#### Видеокоммуникации
В июле 2022 года МТС закрыла сделку по приобретению контрольного пакета акций группы компаний Webinar (бренды Webinar Meetings, Webinar.ru, We.Study, COMDI), крупнейшего российского разработчика решений для видеовстреч, вебинаров и онлайн-мероприятий. МТС заявила, что приобретение актива даст возможность оператору создать российский аналог Zoom, а также дополнить экосистему В2В-сервисов МТС. В июне 2023 года было объявлено о внедрении платформы Webinar во всех компаниях Группы МТС.

#### AdTech
МТС располагает платформой «МТС Маркетолог» для организации рекламы на различные сегменты аудитории. На её основе этой платформы МТС развивает AdTech-направление с использованием технологии Big Data, приобретая новые активы.
В октябре 2022 года дочерняя компания МТС — ООО «МедиаСкаут» была включена в реестр Роскомнадзора в качестве оператора рекламных данных для работы с единым реестром интернет-рекламы (ЕРИР).
В феврале 2023 года МТС приобрела 67 % группы Buzzoola (ООО «Баззула интернет технологии» и ООО «Баззула рекламные технологии»), развивающей платформу для размещения нативной рекламы.
В апреле 2023 года дочерняя структура МТС — компания Stream (ООО «Стрим») закрыла сделку по приобретению 100 % долей компании Segmento (ООО «Сегменто») у венчурного фонда ПАО АФК «Система» — Sistema_VC.

#### Искусственный интеллект
МТС на базе своей 100 % дочерней компании ООО «МТС ИИ» (бренд МТС AI), созданной в 2017 году, развивает решения на основе искусственного интеллекта для интеграции их внутри МТС и во внешние компании. В портфеле компании — решения в области компьютерного зрения, обработки естественного языка, нейросети. MTS AI включает в себя акселератор для DeepTech-стартапов и венчурный фонд, инвестирующий до 10 млн $ в развитие бизнесов. Также компания предоставляет услуги в области инновационного консалтинга и разработки AI-решений.
В марте 2022 МТС AI приобрела разработчика систем распознавания лиц VisionLabs. Сумма сделки составила 7 млрд руб.
В апреле 2022 года МТС сообщила, что начала обслуживать клиентов в салонах с помощью биометрических технологий VisionLabs, а в июле 2023 года запустила сервис ИИ-видеоаналитики для ретейлеров.
В феврале 2024 года была разработана большая языковая модель MTS AI Chat, предназначенная для использования в корпоративной сфере. В июне 2024 года компания объединила LLM, которая стала называться Cotype, с сервисом WordPulse для повышения качества аналитики работы с клиентами. В августе 2024 года вышла обновлённая языковая модель Cotype Pro, способная обрабатывать пользовательский контекст до 20 страниц при низком потреблении вычислительных мощностей. В ноябре 2024 года была выпущена нейросеть Cotype Nano с открытым кодом и возможностью дообучения под различные бизнес-задачи.
В январе 2025 года стало известно о разработке сервиса по выявлению дипфейков, созданных посредством подмены и генерации лица, генерации изображений и голоса, а также поиска запрещенного контента.

#### Поддержка инноваций
В апреле 2019 года на базе центра инноваций и инвестиций MTS StartUp Hub был создан корпоративный венчурный фонд компании для поддержки проектов из сфер финтеха, медиа, Sharing economy, EdTech, IoT и так далее.

#### МТС веб-сервисы
В сентябре 2021 года акционеры МТС одобрили реорганизацию компании и утвердили выделении существенной части сетевой и цифровой инфраструктуры МТС (радиоподсистема, коммутация, транспортная и фиксированная сети, ЦОДы, облачная инфраструктура) в 100 % дочернюю компанию – АО "МТС Веб Сервисы" (АО "МВС").
К маю 2025 года МТС завершила основной этап формирования IT-вертикали группы, передав под управление ООО «МТС Веб Сервисы» (MWS) следующие активы :
- проект в сфере искусственного интеллекта (MTS AI);
- проект в больших данных (Big Data MTS), обезличенные данные более чем 65 млн активных абонентов МТС [120];
- облаков (МТС Cloud), разработки платформенных B2B-решений (МТС Digital), а также решений в сфере компьютерного зрения (Visionlabs).

Главой MWS назначен первый вице-президент МТС по технологиям Павел Воронин.

## Собственники и руководство
Один из основных акционеров компании — российский холдинг АФК «Система», прямая доля которого составляла в ПАО «МТС» 42,09 %. В июле 2022 года 42,2 % акций МТС находились в свободном обращении на Нью-Йоркской фондовой бирже и ММВБ, включая 18,2 % акций ПАО «МТС» и ADR на 24 % акций компании. Торги ADR МТС на американской бирже были приостановлены с 28 февраля 2022 года. 9 июня 2022 года МТС направила в банк-депозитарий JPMorgan Chase заявление о прекращении с 13 июля депозитарного соглашения в рамках ADR-программы. 23 августа 2022 года NYSE исключила ADR МТС из котировального списка, таким образом завершив делистинг компании.
Президентом компании с 2011 по 2018 год являлся Андрей Дубовсков, с марта 2018 по март 2021 года эту должность занимал Алексей Корня. С марта 2021 по декабрь 2024 года эту должность занимал Вячеслав Николаев. С декабря 2024 года президентом (с февраля 2025 года — генеральным директором) является Инесса Галактионова. При реорганизации МТС в 2025 году должность президента была упразднена, вместо неё введена должность генерального директора.
После ухода с должности президента Вячеслав Николаев был избран председателем совета директоров. Ранее (с июня 2019 по апрель 2023 года) эту должность занимал сын основателя АФК «Система» Владимира Евтушенкова Феликс Евтушенков.

## Деятельность в России
Представленная в ноябре 2019 года стратегия развития группы МТС CLV 2.0 (Customer Lifetime Value 2.0) на 2020—2022 годы нацелена на предоставление абоненту набора цифровых сервисов за пределами телеком-услуг и создание на базе основного телеком-бизнеса продуктовой экосистемы группы компаний МТС с бесшовным переходом между сервисами. МТС заявила о планах развивать клиентоцентричный подход для увеличения продолжительность нахождения клиента в экосистеме за счёт концентрации на его потребностях, повышении его лояльности и предоставлении ему выгодных условий при пользовании комплексом продуктов.

### Услуги для частных клиентов

#### Мобильная связь
В России МТС оказывает услуги мобильной связи 82 миллионам абонентам в стандартах GSM, UMTS и LTE. Клиентам доступны различные тарифы для звонков, пакетные тарифы для мобильного интернета и голосовых вызовов (для смартфонов), тарифы для передачи данных (умных устройств, планшетов и компьютеров), услуги междугородней и международной связи и роуминга, а также приложение «МТС Коннект» для звонков через интернет на основе технологии Wi-Fi Calling.
МТС имеет следующие коды:
+7 (910)
+7 (911)
+7 (912)
+7 (913)
+7 (914)
+7 (915)
+7 (916)
+7 (917)
+7 (918)
+7 (919)
+7 (980)
+7 (981)
+7 (982)
+7 (983)
+7 (984)
+7 (985)
+7 (986)
+7 (987)
+7 (988)
+7 (989)

#### Фиксированный интернет и ТВ
МТС предоставляет услуги фиксированной телефонии, широкополосного доступа в интернет, цифрового, кабельного и IP-телевидения, KION в более чем 200 городах во всех федеральных округах РФ с охватом более 10 млн домохозяйств.
Крупнейшим оператором фиксированной связи группы МТС является ПАО «Московская городская телефонная сеть» (МГТС), обслуживающая более 2,2 млн домохозяйств по технологии GPON со скоростью передачи данных до 1 Гбит/с.
МТС обеспечивает более 11 миллионов пользователей сервисами телевещания во всех средах распространения: кабельной, спутниковой, IPTV и ОТТ. По числу абонентов в традиционных средах компания занимает третье место в России. Спутниковое ТВ МТС входит в тройку крупнейших спутниковых операторов РФ.

#### Медиасервисы и развлечения
Компания предлагает приложение KION для онлайн-просмотра телепередач и фильмов на разных устройствах; сервис «МТС Live» для просмотра онлайн-концертов и шоу в формате 360 и покупки билетов на мероприятия с функционалом поиска, личных рекомендаций и программой лояльности, интегрированный с билетными сервисами «МТС Ticketland» и Ponominalu.ru; сервис «МТС Строки» с электронными книгами, аудиокнигами подкастами и журналами для абонентов всех операторов связи; музыкальный стриминговый сервис «МТС Music», запущенный в 2016 году в партнёрстве с «Яндексом».
В марте 2019 года МТС запустила интерактивную медиаплатформу для киберспортсменов и геймеров WASD.TV и механизм отбора игроков лиги Gambit в профессиональные киберспортивные команды.
В декабре 2023 года на смену WASD компания запустила тестовую версию монетизируемого видеохостинга Nuum, совмещающего в себе стриминг и горизонтальные и вертикальные видео. 1 июня 2025 года сервис будет закрыт, а его технологическую инфраструктуру передадут рекламному подразделению МТС AdTech.

#### Финансовые услуги и программа лояльности
МТС и МТС Банк с 2012 года совместно разрабатывают экосистему финтех-продуктов: сервис онлайн-платежей, банковское приложение и линейку банковских карт «МТС Деньги», POS-кредитование, а также предоставляют банковские и финансовые услуги в салонах связи МТС. Ряд финансовых сервисов интегрирован с программой лояльности «МТС Cashback» для оплаты услуг МТС, покупок устройств в салонах связи МТС, услуг и товаров партнёров.
В июле 2018 года МТС и УК «Система капитал» разработали для розничных инвесторов паевые инвестиционные фонды сервис «МТС Инвестиции» для вложения в акции и облигации российских и иностранных эмитентов.
В марте 2021 года МТС и МТС Банк в рамках развития цифровой экосистемы объявили о запуске онлайн-сервиса «МТС Страхование».

#### Розничная сеть
МТС через свою дочернюю компанию АО «РТК» располагает розничной сетью из более чем 4200 салонов связи по обслуживанию клиентов, продаже мобильных устройств и аксессуаров, предоставлению финансовых и банковских услуг. Компания развивает каналы продаж абонентских устройств, аксессуаров и услуг через свой интернет магазин.

### Сервисы для бизнеса
Кроме телекоммуникационных услуг для корпоративных клиентов МТС предлагает сервисы и решения по следующим направлениям:
- видеонаблюдение и видеоаналитика (решения для безопасности городского транспорта, регулирования пассажиропотока, предотвращения краж, вандализма в транспорте и др.)[146];
- частные сети (автоматизация производственных процессов, удаленное управление техникой, модернизация ИТ-инфраструктуры и др.)[147];
- CloudMTS (частные, публичные и гибридные облака, услуги дата-центров, телеком-сервисы, консалтинговые услуги)[148];
- гео-сервисы («Мобильные сотрудники» для мониторинга разъездного персонала и «МТС Транспорт» для управления коммерческим автопарком)[80];
- кибербезопасность (МТС RED: круглосуточный мониторинг и реагирование на киберинциденты, МТС SOC, сертифицированная криптографическая защита каналов передачи информации, выявление уязвимых мест в защите и др.)[70];
- IoT (собственные IoT-устройства и развивает решения для ЖКХ, логистики и транспорта; промышленности, сельского хозяйства, здравоохранения и других отраслей)[77][80][81];
- рекламная платформа «МТС Маркетолог» (таргетированные рассылки в SMS, MMS и мессенджерах, таргетированные баннеры и обзвоны)[149];
- сервисы UCaaS (unified communications), включающие системы видеоконференций (Webinar)[102], облачную телефонию (ВАТС МТС)[150], Telecom API (МТТ МТС)[151], голосовых и текстовых роботов и другие.

### Подготовка к 5G
По состоянию на декабрь 2020 года в России не решён вопрос с предоставлением частот и разрешений для коммерческой эксплуатации сетей 5G. На основании решений Государственной комиссии по радиочастотам (ГКРЧ) и временных разрешений Роскомнадзора операторы связи могут тестировать технологические решения и кейсы 5G только в пределах тестовых и пилотных зон.
В конце 2020 года у МТС было пять постоянно действующих пилотных зон 5G, где с сентября 2019 проводились различные тесты и пилоты: в Кронштадте в нескольких местах города; в Москве на территориях ВДНХ и инновационного центра «Сколково»; в Томске на базе Томского государственного университета систем управления и радиоэлектроники (ТУСУР) и АО "НПФ «Микран»; во Владивостоке на территории Дальневосточного федерального университета.
На базе собственного корпоративного венчурного фонда MTS StartUp Hub компания развивает и поддерживает перспективные технологические стартапы, а в июле 2019 года запустил инкубационную программу для стартапов в сфере 5G, предоставляя выбранным проектам гранты и возможность долгосрочного сотрудничества с МТС.
МТС заявляла, что после подписания контракта с Ericsson осенью 2017 года модернизировала оборудование радиодоступа до уровня 5G ready в Приволжском, Северо-Западном, Сибирском, Уральском и Южном федеральном округах. В марте 2020 года МТС и Ericsson объявили о заключении соглашения по развертыванию 5G-ready оборудования для масштабной модернизации 2G/3G/4G сетей МТС в 16 регионах Центрального федерального округа России. В сентябре 2020 года МТС и Huawei сообщили о старте масштабной модернизации мобильной сети в Москве и Московской области до уровня 5G-ready.
В августе 2020 года МТС получила первую в России лицензию на оказание услуг мобильной связи стандарта 5G/IMT-2020 в диапазоне 24,25—24,65 ГГц в 83 субъектах страны. Лицензия предоставлена Роскомнадзором сроком до 16 июля 2025 года. Компания заявляла, что после утверждения Правил применения оборудования стандарта 5G в числе первых пользователей сетей пятого поколения станут бизнес-клиенты и крупные производственные предприятия.
Компания утверждает, что видит большой потенциал применения технологии радиодоступа 5G в выделенных технологических сетях (Private network).
В январе 2020 года МТС протестировала первую в России промышленную 5G-сеть выделенной сети на заводе «КАМАЗ» в г. Набережные Челны. В октябре того же года МТС и компания «Газпром нефть» сообщили о тестировании первой в России выделенной сети 5G-ready для нужд нефтяной промышленности. В ноябре 2020 года МТС подписала с группой «Полиметалл» договор на строительство первой в России коммерческой выделенной сети 5G-ready на золоторудном месторождении Нежданинское в Республике Саха (Якутия).

#### Поддержка открытых стандартов
МТС поддерживает тренд на разработку аппаратно-программных комплексов для сетей 5G на основе международных открытых стандартов и программного обеспечения с открытым исходным кодом. Такой подход ускорит внедрение новых технологий, удешевит создание сетевой и ИТ-инфраструктуры, а также позволит локализовать в России производство телекоммуникационного оборудования.
В декабре 2019 года МТС присоединилась к глобальной инициативе Telecom Infra Project (TIP), объединяющей усилия ИКТ-компаний мира в развитии экосистемы поставщиков телеком-оборудования на принципах открытой и стандартизированной архитектуры, а также подписала со «Сколтехом» и ООО «Элемент» соглашение о разработке и производстве в России оборудования на основе международных открытых стандартов радиодоступа проекта Open RAN.
В ноябре 2020 года МТС, автономная некоммерческая организация «Консорциум „Телекоммуникационные технологии“» (АНО ТТ), АО «Научно-производственная компания „Криптонит“» и «Сколтех» учредили Ассоциацию «Открытые сетевые технологии» для развития в телекоммуникационной отрасли перспективных технологий на основе открытых международных стандартов.

### Private LTE
На российском телеком-рынке МТС лидирует в создании выделенных технологических беспроводных сетей Private LTE. С 2018 года компания реализовала 22 пилотных проекта и развернула 12 коммерческих сетей Private LTE, в том числе для ЕВРАЗа, «Полиметалла», «Уралкалия».

### Пилотный проект по продаже автомобилей в салонах МТС
В 2025 году ПАО «МТС» запустило пилотный проект по продаже автомобилей в салонах связи. Первая точка размещения автомобилей открылась в флагманском салоне компании в ТРЦ «Галерея» в Санкт-Петербурге. В рамках проекта начались продажи гибридных автомобилей AITO Seres M7, производимых совместно Huawei и китайской компанией Seres. Проект реализуется в партнёрстве с автодистрибьютором «МБ РУС».

## Деятельность МТС в различных странах
В первом десятилетии 2000-х годов МТС вела достаточно активное международное расширение, концентрируясь преимущественно на рынках стран СНГ.

### Армения
В Армении МТС оказывает услуги связи под торговой маркой VivaCell-MTS через свою 100%-но дочернюю компанию ЗАО «МТС-Армения». В конце третьего квартала 2020 года МТС-Армения обслуживала 2,1 миллиона абонентов мобильной связи. Частным клиентам компании также доступны услуги мобильной коммерции, фиксированного ШПД и ТВ, бизнес-клиентам — услуги корпоративной связи и ШПД, веб-хостинга и облачные сервисы.
В сентябре 2007 года МТС объявила о приобретении 80 % уставного капитала компании International Cell Holding Ltd, владевшей на тот момент 100 % акций крупнейшего (986 000 абонентов) сотового оператора Армении — K-Telecom (торговая марка VivaCell), а также о заключении опционного соглашения на покупку и продажу оставшейся 20-процентной доли. Сумма сделки составила 310 млн евро.
Впоследствии МТС оптимизировала структуру владения своим активом в Армении, передав 80 % акции от K-Telecom своей 100%-но дочерней компании Aramayo Investments Limited (Кипр), и выкупила оставшиеся 20 % акций у ливанской компании Fattouch Group.
В 2009 году компания запустила в Армении 3G-сеть и в 2010 году обеспечила полное покрытие страны сетями третьего поколения. С конца 2010 года МТС-Армения приступила к развёртыванию сетей LTE. В январе 2024 года МТС объявила о продаже своего бизнеса в Армении.

### Белоруссия
На территории Белоруссии под торговой маркой «МТС» оказывает услуги сотовой связи и передачи данных СООО «Мобильные ТелеСистемы», его учредители — РУП «Белтелеком» (51 % акций) и ПАО «Мобильные телесистемы» (49 % акций).
По состоянию на сентябрь 2024 года «МТС-Беларусь» обслуживала 5,7 миллиона абонентов мобильной связи. Компания предоставляет сервисы домашнего интернета и ТВ, финансовые и информационные услуги, корпоративным клиентам доступны облачные и IoT-решения, сервисы геолокации и мониторинга, информирования клиентов, электронного документооборота.
Белоруссия стала первой страной, помимо России, в которой «Мобильные ТелеСистемы» начали свою деятельность. В 2002 году компания создала совместное предприятие с государственным УП «Междугородняя связь» (позднее было присоединено к РУП «Белтелеком»), в котором последнее получило 51 %, а МТС, соответственно, 49 %.
С момента создания СП «Мобильные ТелеСистемы» не раз заявляли о своем желании получить полный контроль над белорусским активом: неконтролирующая доля не позволяет компании включать показатели СП в свою отчётность. Белорусское правительство также неоднократно объявляло о готовности продать принадлежащий ему контрольный пакет. Например, в марте 2011 года президент Белоруссии Александр Лукашенко предложил МТС выкупить 51 % акций СП за 1 млрд $ (по мнению экспертов, это намного превышало справедливую цену. В июле правительство страны выставило актив на аукцион, однако до декабря 2011 года поступила только одна заявка от МТС.
В мае 2010 года «МТС Беларусь» запустила в эксплуатацию первые фрагменты сети 3G, а в декабре 2015 года — сети LTE. Первые пилотные зоны 5G были запущены в январе 2020 года в центре Минска.

### Индия
В 2009 году торговая марка «МТС» вышла на рынок Индии — под этим брендом там начала работу Shyam Telelink, дочерняя компания АФК «Система», оказывающая услуги мобильной связи в стандарте CDMA (позднее — Sistema Shyam Teleservices Ltd. — SSTL). «Мобильные ТелеСистемы» не имели непосредственного отношения к деятельности на индийском рынке: МТС и индийскую «дочку» АФК «Система» связывал только договор по взаимному предоставлению консультационных услуг и франшиза по торговой марке.
После аннулирования в начале 2012 года Верховным судом Индии всех выданных SSTL лицензий и слияния в январе 2016 года SSTL с Reliance Communications (RCom), в июне 2016 года АФК «Система» продала оставшиеся акции в индийском активе.

### Туркменистан
На рынок мобильной связи Туркмении «Мобильные ТелеСистемы» вышли в 2005 году, купив за 28 млн $ 51 % акций крупнейшего на тот момент оператора мобильной связи страны Barash Communications Technologies Inc. (BCTI). В дальнейшем компания предоставляла услуги связи под торговой маркой «МТС-Туркменистан». В ноябре 2005 года МТС выкупила оставшиеся 49 % акций BCTI.
В декабре 2010 власти Туркмении не пожелали продлевать истекший с BCTI договор на оказание услуг связи в стране и с 1 января 2011 года отозвали у компании частоты. В июле 2012 года МТС заявила, что урегулировала с туркменской стороной все взаимные претензии и достигла соглашения о возобновлении деятельности своей дочерней компании в Туркмении. 30 августа 2012 года МТС вновь стала оказывать услуги связи в этой стране.
В сентябре 2017 года «МТС-Туркменистан» утратила лицензию, что привело к повторному прекращению работы оператора. В июле 2018 года МТС подала иск в Международный центр по урегулированию инвестиционных споров (ICSID) при Всемирном банке против Туркмении, предварительно оценив убытки от экспроприации своих инвестиций в Туркмении как минимум в 750 млн $. В апреле 2019 года МТС увеличила сумму претензий к ответчику до 1,5 млрд $. В июне 2023 года ICSID отклонил иск МТС к Туркменистану.

### Узбекистан
В июле 2004 года МТС купила 74 %, компанию «Уздунробита», крупнейшую сотовую компанию Узбекистана, за 121 млн $. Летом 2007 года МТС выкупила оставшиеся 26 % этого оператора за 250 млн $. В декабре 2008 года «Уздунробита» объявила о запуске в Ташкенте сети UMTS в, а в июле 2010 года — первой в СНГ и Средней Азии коммерческой сети LTE.
В июне 2012 года «Уздунробита» стала объектом проверок со стороны контролирующих и налоговых органов, затем Генеральная прокуратура Узбекистана возбудила уголовное дело в отношении руководства «Уздунробиты». Начались аресты сотрудников компании. В июле 2012 года «Уздунробита» по требованию регуляторов отключила сеть в стране, а в августе 2012 года судебным решением лишилась всех лицензий. После признания «Уздунробиты» банкротом, активы компании были переданы государству.
После двухлетнего разбирательства в июле 2014 года МТС и власти Узбекистана объявили о достижении мирового соглашения, согласно которому российская компания отозвала иск в ICSID против Узбекистана. По условиям этого соглашения МТС в декабре 2014 года МТС возобновила деятельность в Узбекистане в рамках СП ООО Universal Mobile Systems, учреждённом с властями Узбекистана. В августе 2016 года МТС объявила о продаже своей доли в СП узбекской стороне.

### Украина
В ноябре 2002 года МТС приобрела 57,7 % компании ЗАО «Украинская мобильная связь» (торговая марка UMC) за 194,2 млн $, в июле 2003 года договорилась о полной консолидации украинского оператора.
В мае 2007 года МТС стала оказывать услуги на Украине под единым брендом «МТС», в апреле 2010 года компания была реорганизована в ПрАО «МТС Украина».
В конце 2015 года МТС договорилась с британским оператором Vodafone об использовании на территории Украины их бренда, отказавшись от бренда «МТС». Позже в мае 2017-го компания была реорганизована из ПрАО «МТС Украина» в ПрАО «ВФ Украина».
В феврале 2015 года компания получила на тендере частоты 3G, в марте 2018 года — частоты 4G.
В ноябре 2019 года МТС объявила о подписании с группой NEQSOL Holding (Азербайджан) соглашения о продаже 100 % в ПрАО «ВФ Украина» за 734 млн $.

## Санкции
20 июля 2023 года, на фоне вторжения России на Украину, МТС попал в санкционный список Канады «организаций связанных с российским военно-промышленным комплексом, включая финансовые и телекоммуникационные компании».

## Показатели деятельности
Консолидированная абонентская база МТС в конце третьего квартала 2024 года составляла 87 миллионов человек, из них в России — около 82 млн абонентов.
Совокупная выручка группы компаний МТС за 2023 год по МСФО составила 606 млрд руб. (+13,5 % к 2022 году), показатель скорректированной OIBDA — 234 млрд руб. (+6,4 % к 2022 году), операционная прибыль — 123 млрд руб. (+14,6 к 2022 году), прибыль, относящаяся к акционерам — 54,5 млрд рублей (+67% к 2022 году). Капитальные затраты группы МТС составили в 2023 году 101,5 млрд руб (-10 % к 2022 году).
Общая выручка группы компаний по итогам III квартала 2024 года увеличилась на 15,3% в годовом выражении — до 180,4 млрд рублей. Чистый долг при этом увеличился с 441 млрд рублей до 458,8 млрд рублей. Чистая прибыль в третьем квартале 2024 года составила 1 млрд рублей, за девять месяцев 2024 года чистая прибыль группы на 24% .— до 48 млрд рублей. При этом выручка выросла на 18,5% в годовом выражении.
В апреле 2024 Совет директоров утвердил дивидендную политику на 2024-2026 годы, в соответствии с которой целевой показатель дивидендной доходности составляет не менее 35,0 рубля на одну обыкновенную акцию ПАО «МТС» в течение каждого календарного года. Новая дивидендная политика предусматривает выплату дивидендов один раз в год с возможностью изменения периодичности выплат дивидендов в течение календарного года по рекомендации Совета директоров.
Общая среднесписочная численность персонала группы компаний МТС на конец 2023 года составляла более 62 тысяч человек.

## Социальная политика и устойчивое развитие
Стратегия компании ориентирована на решение социальных вопросов и повышение качества жизни человека путем внедрения инноваций в различные области жизнедеятельности человека и сообществ.
Среди ключевых социальных проектов МТС:
- Программы для поддержки региональных сообществ («Городские легенды» — проект для развития внутреннего туризма с помощью цифровых сервисов[221] и «Культурный код» — волонтерский проект для сохранения в цифровом формате уникальных территориальных культурных ценностей и этнокультурных инициатив[222]);
- Программы в области цифрового просвещения (Поколение М -образовательная платформа для развития детского творчества[223], онлайн-платформа Медиа МТС, бесплатная онлайн-школа цифровой грамотности #НаучиСвоихБлизких для людей старшего поколения[224], проект «Финансовая грамотность — каждому!» для просвещения в области финансов[225]);
- Программы для поддержки IT-образования (бесплатные образовательные курсы для ИТ-специалистов различного уровня подготовки МТС.Тета[226], Финтех. Академия МТС — бесплатные образовательные курсы для ИТ-специалистов в финтех-отрасли[227], программа студенческого дополнительного образования MOOVE для развития soft skills и навыков продуктового управления в ИТ-компаниях[228], поддержка бесплатной программы «Лифт в будущее» по профориентации, обучению и карьерному сопровождению для школьников, студентов и молодых специалистов[229]);
- Экологические программы МТС («Место силы» — проект помощи национальным паркам и заповедникам по внедрению цифровых технологий[230], проект по проведению экологических высадок[231], проект «Лаборатория жизненного цикла МТС» по внедрению принципов экономики замкнутого цикла и ценностей углеродной нейтральности в бизнес-процессы компании[232], цифровая экоигра «Экокалькулятор МТС», волонтерская программа «Детям о планете»[233], эколого-просветительская инициатива «Познаем мир с Фиксиками»[234], цифровая образовательная программа по сохранению редких видов животных совместно с Московским зоопарком[235]).

МТС развивает программы для поддержки инклюзивной среды. В 2022 году компания подписала Национальный инклюзивный договор, реализовала проект по исследованию буллинга в корпоративной среде, в котором приняли участие компании из 27 отраслей.
МТС также развивает безбарьерную среду в своих офисах и магазинах, запустила ряд образовательных проектов для диджитал-разработчиков по внедрению принципов цифровой доступности в цифровые продукты и запустила ряд инклюзивных музейных инициатив в регионах страны.

## Антимонопольные и судебные разбирательства

### Дело ФАС о национальном и международном роуминге в СНГ
В марте 2010 года по поручению председателя Правительства России Владимира Путина Федеральная антимонопольная служба (ФАС) возбудила дело в отношении операторов «большой тройки», включая МТС, по признакам установления необоснованно высоких цен на услуги в роуминге и отсутствия должного информирования абонентов об изменении порядка расчётов в роуминге.
В ноябре 2010 года Федеральная антимонопольная служба России вынесла решение о признании компании «Мобильные ТелеСистемы», наряду с другими операторами сотовой связи (в числе которых «Вымпелком» и «МегаФон»), виновной в нарушении антимонопольного законодательства, выразившемся в завышении тарифов в международном роуминге, а также неинформировании абонентов о существенном изменении условий предоставления услуг в роуминге, и направила компании предписание об устранении нарушений. В результате рассмотрения дела операторы были оштрафованы по минимуму — в размере всего 0,006 % совокупной выручки, так как добровольно согласились снизить тарифы на связь в роуминге. По словам замглавы ФАС операторы связи решили снизить тарифы на международный роуминг в странах СНГ: в 1,5—2 раза — на услуги голосовой связи и SMS, в 2—4 раза — на GPRS и услуги интернета; в национальном роуминге: в 2,5—3 раза — на голосовую связь, в 2,5—3,5 раза — на SMS.

### Дела ФАС о внутрисетевом роуминге
В июле 2017 года ФАС предписала крупнейшим сотовым операторам исполнить предупреждение о необоснованно высоких ценах на внутрисетевой роуминг на территории России (стоимость междугородних звонков для выезжающих в другие регионы России клиентов и плата за пребывание абонентов за пределами домашнего региона). В марте 2018 года ФАС объявила о возбуждении дел в отношении МТС, «МегаФона» и «ВымпелКома», подозреваемых в завышении тарифов во внутрисетевом роуминге.
В результате разбирательств антимонопольное ведомство в декабре 2018 года оштрафовало каждую компанию на 737 500 рублей, признав, что операторы добровольно устранили нарушения во время рассмотрения дел.

### Дела ФАС о национальном роуминге
В августе 2017 года ФАС России возбудила дела в отношении «ВымпелКома», МТС, «МегаФона» и «Т2 Мобайл» за установление и поддержание монопольно высоких цен на услуги связи в национальном роуминге (переход из сети одного оператора к другому в пределах страны). К весне 2018 года МТС, «Билайн» и «Мегафон», по мнению ФАС, устранили нарушения, и дела в их отношении были завершены. Tele2, не имевшая сети в двадцати российских регионах, должна была устранить замечания до начала осени 2018 года.
В сентябре 2018 года руководитель ФАС сообщил, что по делу о национальном роуминге все четыре оператора были оштрафованы на суммы «порядка 750 тысяч рублей на каждого».
По информации ФАС, результатом дел по отмене внутрисетевого и национального роуминга стало существенное сокращение стоимости услуг связи до домашнего уровня при поездках по территории России.
Параллельно с разбирательствами ФАС отмена роуминга в поездках по России была зафиксирована законодательно. 10 июля 2018 года Госдума приняла в первом чтении соответствующие поправки в закон «О связи», подписанный президентом РФ Владимиром Путиным 28 декабря 2018 года.

### Спор МТС и «Связного» на ≈1 млрд $
В июле 2015 года МТС и её дочерняя компания РТК подали два иска к ФАС, потребовав признать недействительным решения антимонопольного ведомства об одобрении ходатайства о приобретении компанией North Financial Overseas Corp контроля над сотовым ретейлером «Связной».
В сентябре 2015 года «Связной» предъявил МТС иск по обвинению за неоплату в полном объёме услуг по агентскому вознаграждению. У МТС возникли встречные претензии к «Связному» по результатам аудита его работы по подключению абонентов.
В череде взаимных претензий в декабре 2015 года кипрская Trellas Enterprises Ltd., головная компания группы «Связной», подала иск к МТС на 77,6 млрд рублей (около 980 млн $ по курсу ЦБ на тот момент) за нарушение прав на товарный знак «Связной мобайл» — виртуального мобильного оператора, совместного проекта обеих компаний.
В феврале 2016 года МТС и «Связной» прекратили затяжной конфликт, объявив об урегулировании всех спорных вопросов, прекращении судебных разбирательств и отказе от взаимных претензий.

### Дело о необоснованном повышении стоимости услуг
В мае 2024 года ФАС возбудил в отношении МТС дело из-за необоснованного повышения стоимости абонентской платы. По итогам проведенного расследования оператор был признан виновным в незаконном повышении стоимости услуг связи в среднем на 8 % и обязал перечислить полученным таким образом доход в размере 3 млрд рублей в федеральный бюджет.

## Критика

### Навязывание услуг
Пользователи мобильных телефонов компании и надзорные службы неоднократно обвиняли МТС в навязывании и незаметном подключении платных услуг. Так, антимонопольные органы Татарстана весной 2011 года возбуждали против «Мобильных ТелеСистем» дело в связи с подключением платных сервисов без ведома абонента. В 2012 году Роскомнадзор поддержал иск ряда клиентов МТС, которым автоматически подключалась акция по предоставлению безлимитного интернета: первый месяц услуга была бесплатной, со второго месяца взымалась плата, если абонент хотя бы раз воспользовался доступом в интернет. Тем не менее, у ряда пользователей, не пользовавшихся интернетом, отключения услуги всё равно не произошло. В 2013 году Роспотребнадзор оштрафовал по МТС за выставление задолженности за неуплату подписки на информационные сервисы (гороскопы, онлайн-тестирование и т. д.), которую абонент не подключал.
По данным опроса абонентов сотовой связи, проведенного в 2023 году аналитическим агентством Telecom Daily, МТС является лидером по скрытым платным подпискам, подключенным без согласия абонента, и навязчивому предложению дополнительных услуг — с этим сталкивалось 33 % клиентов МТС. Представители МТС раскритиковали авторов опроса, обвинив их в некачественно проведенном исследовании.

### Антикоррупционное расследование властей США
В марте 2019 года МТС договорилась с Комиссией по ценным бумагам и биржам (SEC) и Министерством юстиции США об урегулировании дела о коррупции во время выхода компании на рынок Узбекистана. По условиям мирового соглашения, МТС заплатила властям США штраф в размере 850 млн $ и согласилась на проведение независимого мониторинга процедур антикоррупционного соответствия в течение трёх лет.
В 2014 году Минюст США и SEC начали расследование коррупции на телекоммуникационном рынке Узбекистана в отношении «МТС», Veon (которым в том числе владеет российским «ВымпелКомом») и шведской компании Telia Company AB (до переименования — TeliaSonera) — все три компании торговались на американских фондовых биржах. Следствие заподозрило эти компании в коррупционных выплатах структурам, предположительно связанным с дочерью первого президента Узбекистана Гульнарой Каримовой.

### Комментарии
1. ↑  МТС определяет в качестве абонентов «физических лиц или организации, отрицательный баланс на лицевых счетах которых не превышает 61 день, или 183 дня в случае пользования тарифными планами с предоплатой, или которые совершили хотя бы одно тарифицируемое действие в течение указанного периода»